# Tri Martolod

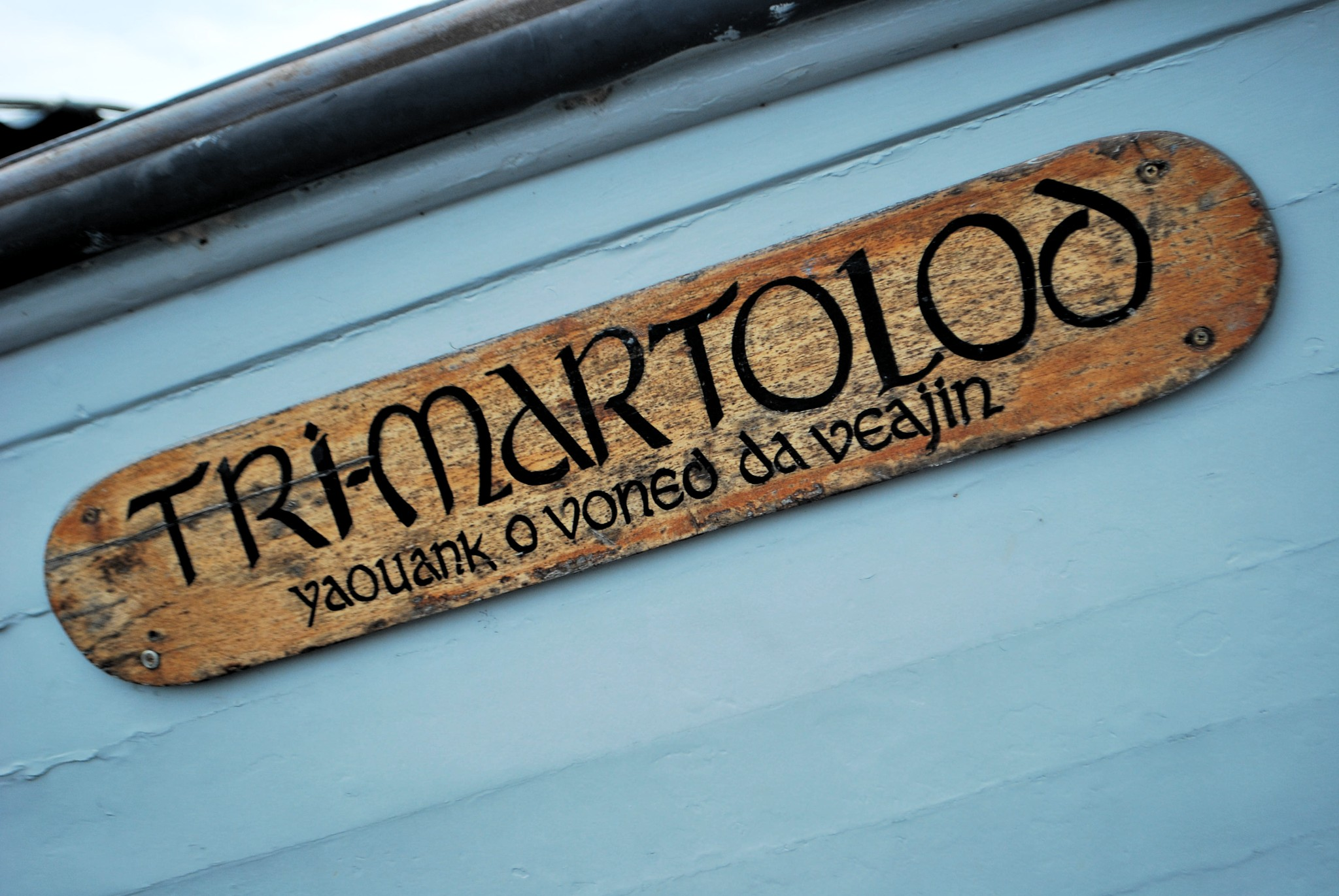
Prua di una barca a Roscoff.

Tri martolod (tre marinai in lingua bretone) è una canzone tradizionale bretone, resa celebre al di fuori del contesto culturale della Bretagna dal riadattamento dell'artista francese Alan Stivell all'arpa celtica.

Il testo racconta la storia di tre giovani marinai.

## Interpretazioni
Questa canzone fu incisa originariamente nel primo disco del gruppo Tri Yann, "Tri Yann an Naoned" ("I tre Giovanni di Nantes").
Nella sua raccolta di arie per cornamuse, Polig Monjarret incise una versione intitolata "Tri-ugent martolod" (60 marinai).
La prima versione su disco di Alan Stivell venne inserita nel 1972, nell'album live: À l'Olympia.
Nel 1995, è Yann-Fañch Kemener che riscopre la melodia tradizionale e la trasforma in una versione più acustica, accompagnato dal pianista Didier Squiban.
I rappresentanti del gruppo celtico Manau si sono ispirati alla melodia armonica creata da Alan Stivell per la base della loro canzone La Tribu de Dana. Il gruppo metal folk/melodic svizzero Eluveitie ha fatto sostanzialmente la stessa operazione per la loro Inis Mona. Sempre gli Eluveitie, nell'album Evocation II - Pantheon, ripropongono la melodia di Tri Martolod nel brano Ogmios.
Nel 2003, la canzone è stata cantata ed interpretata dalla cantante del Québec Claire Pelletier nel suo album En concert au St-denis, nonché da Gérard Jaffrès in Viens dans ma maison. Nel 2011, la cantante Nolwenn Leroy la sceglie come apertura del suo 4º album di studio: Bretonne. Nel 2014, la band folk Faitissa incluso questa canzone nel loro primo album Terra aviatica.

## Testo con traduzione italiana
Questo è uno delle versioni tradizionale. Alan Stivell ed altri interpreti non la eseguono tutta ma si fermano al 21° verso (segnato con tre asterischi).
| Tri martolod                                    | Tre marinai                                        |
| ----------------------------------------------- | -------------------------------------------------- |
| Tri martolod yaouank (la la la)                 | Tre giovani marinai, (la la, la)                   |
| Tri martolod yaouank o voned da veajiñ          | Tre giovani marinai se ne andarono viaggiando      |
| O voned da veajiñ ge, o voned da veajiñ         | Se ne andarono viaggiando, (due volte)             |
| Gant avel bet kaset (la la la)                  | Il vento li spinse (la la la)                      |
| Gant avel bet kaset betek an Douar Nevez        | Il vento li spinse fino in Terranova               |
| Betek an Douar Nevez ge, betek an Douar Nevez   | Fino in Terranova, fino in Terranova               |
| E-kichen maen ar veilh (la la la)               | Accanto ad un mulino di pietra (la la, la... )     |
| E-kichen maen ar veilh o deus mouilhet o eorioù | Accanto ad un mulino di pietra gettarono l'ancora  |
| O deus mouilhet o eorioù ge,                    | Gettarono l'ancora                                 |
| o deus mouilhet o eorioù                        | gettarono l'ancora                                 |
| Hag e-barzh ar veilh-se (la la la)              | E nel mulino (la la la)                            |
| Hag e-barzh ar veilh-se e oa ur servijourez     | E nel mulino c'era una serva,                      |
| E oa ur servijourez ge, e oa ur servijourez     | C'era una serva, c'era una serva                   |
| Hag e c'houlenn ganin (la la la...)             | E lei mi chiese (la la la...)                      |
| Hag e c'houlenn ganin pelec'h                   |                                                    |
| 'n eus graet konesañs                           | E lei mi chiese dove ci eravamo conosciuti         |
| Pelec'h 'n eus graet konesañs ge,               |                                                    |
| pelec'h 'n eus graet konesañs                   | Dove ci eravamo conosciuti (due volte)             |
| E Naoned, er marc'had (la la la...)             | A Nantes, al mercato (la la la...)                 |
| E Naoned, er marc'had hor boa choazet ur walenn | A Nantes, al mercato, noi abbiamo scelto un anello |
| Hor boa choazet ur walenn ge,                   |                                                    |
| hor boa choazet ur walenn ***                   | Noi abbiamo scelto un anello (due volte)           |
| Gwalenn ar promesa (la la la...)                | L'anello della promessa (la la la...)              |
| Gwalenn ar promesa, ha par omp da zimeziñ       | L'anello della promessa, e stavamo per sposarci    |
| Ha par omp da zimeziń ge, ha par omp da zimeziñ | Stavamo per sposarci, stavamo per sposarci         |
| Ni 'zimezo hon-daou (la la la...)               | Noi ci saremmo sposati (la la la...)               |
| Ni 'zimezo hon-daou,                            | Noi ci saremmo sposati,                            |
| ha pa n'eus ket avañtaj                         | anche se non abbiamo beni?                         |
| Ha pa n'eus ket avañtaj ge,                     |                                                    |
| ha pa n'eus ket avañtaj                         | Anche se non abbiamo beni? (due volte)             |
| Ma mamm c'hwi zo 'n hoc'h aez (la la la...)     | Madre mia, voi ragazzi (la la la...)               |
| Ma mamm c'hwi zo 'n hoc'h aez,                  | Madre mia, voi ragazzi                             |
| n'ouzoc'h ket piv zo diaes                      | volete sistemarvi                                  |
| N'ouzoc'h ket piv zo diaes ge,                  |                                                    |
| n'ouzoc'h ket piv zo diaes                      | Volete sistemarvi, volete sistemarvi               |
| N'hon eus na ti na plouz, (la la la...)         | Voi non sapete nulla (la la la...)                 |
| N'hon eus na ti na plouz,                       | Voi non sapete nulla                               |
| na gwele da gousket en noz                      | di chi vive nel bisogno                            |
| Na gwele da gousket en noz ge,                  |                                                    |
| na gwele da gousket en noz                      | Di chi vive nel bisogno (due volte)                |
| N'eus na liñser na lenn, (la la la...)          | Non abbiamo ne casa, ne paglia, (la la la...)      |
| N'eus na liñser na lenn,                        | Ne casa, ne paglia,                                |
| na pennwele dindan ar penn                      | ne letto per dormire la notte                      |
| Na pennwele dindan ar penn ge,                  |                                                    |
| na pennwele dindan ar penn                      | Ne letto per dormire la notte (due volte)          |
| N'hon eus na skuell na loa, (la la la...)       | Non abbiamo ne lenzuola ne coperta, (la la la...)  |
| N'hon eus na skuell na loa,                     | Ne lenzuola ne coperta,                            |
| na danvez d'ober bara                           |                                                    |
| Na danvez d'ober bara ge, na danvez d'ober bara | ne cuscino sotto la testa (2 volte)                |
| Ni 'ray 'vel ar glujar (la la la...)            | Faremo come la pernice (la la la...)               |
| Ni 'ray 'vel ar glujar, ni 'gousko war an douar | Faremo come la pernice, che dorme per terra        |
| Ni 'gousko war an douar ge,                     |                                                    |
| ni 'gousko war an douar                         | Che dorme per terra (2 volte)                      |
| Ni ray 'vel ar c'hefeleg, (la la la...)         | Faremo come la beccaccia, (la la la...)            |
| Ni ray 'vel ar c'hefeleg,                       | Come la beccaccia,                                 |
| pa sav an heol 'ya da redek                     | che quando il sole si alza, corre                  |
| Pa sav an heol 'ya da redek ge,                 |                                                    |
| pa sav an heol 'ya da redek                     | Che quando il sole si alza corre (due volte)       |
| Echu eo ma jañson, (la la la...)                | La mia canzone è finita (la la la...)              |
| Echu eo ma jañson, an hini 'oar 'c'hontinui     | La mia canzone è finita, colui che sa la continui  |
| An hini 'oar 'c'hontinui,                       |                                                    |
| an hini 'oar 'c'hontinui                        | Colui che sa la continui (2 volte)                 |